# Amarpatan
Amarpatan è una suddivisione dell'India, classificata come nagar panchayat, di 16.365 abitanti, situata nel distretto di Satna, nello stato federato del Madhya Pradesh. In base al numero di abitanti la città rientra nella classe IV (da 10.000 a 19.999 persone).

## Geografia fisica
La città è situata a 24° 19' 0 N e 80° 58' 60 E e ha un'altitudine di 357 m s.l.m..

## Società

### Evoluzione demografica
Al censimento del 2001 la popolazione di Amarpatan assommava a 16.365 persone, delle quali 8.666 maschi e 7.699 femmine. I bambini di età inferiore o uguale ai sei anni assommavano a 2.784, dei quali 1.480 maschi e 1.304 femmine. Infine, coloro che erano in grado di saper almeno leggere e scrivere erano 10.294, dei quali 6.113 maschi e 4.181 femmine.